# 국민노동당 (1931년 영국)
국민노동당(National Labour)은 1931년에 램지 맥도널드 당시 총리를 비롯한 거국내각 지지자들이 노동당에서 탈당해서 만든 집단이다. 정식 명칭은 국민노동기구(National Labour Organisation)였다.
1937년 램지 맥도널드가 사망한 이후에도 아들 맬컴 맥도널드가 지도자가 되어 이어갔으나, 1945년 영국 총선에서 참패하면서 형해화되었다. 2년 뒤 당보 발행이 끊긴 것을 해산 시점으로 본다.